# Peter Dubovský (calciatore)
Peter Dubovský (Bratislava, 7 maggio 1972 – Ko Samui, 23 giugno 2000) è stato un calciatore slovacco, di ruolo attaccante.
Morì in seguito a una caduta in un fiume dell'isola thailandese di Ko Samui.

## Palmarès

### Club
- Campionato cecoslovacco: 1

Slovan Bratislava: 1991-1992
- Supercoppa di Spagna: 1

Real Madrid: 1993
- Campionato spagnolo: 1

Real Madrid: 1994-1995

### Individuale
- Capocannoniere del campionato cecoslovacco: 2

1991-1992 (27 gol), 1992-1993 (24 gol)
- Calciatore slovacco dell'anno: 1

1993